# Küçük Mustafa
Küçük Mustafa (cca 1409 – 1422), v překladu Malý Mustafa, byl osmanský princ, který se v roce 1422 ucházel o trůn. V kronikách se uvádí, že byl poražen svým strýcem Mustafou Çelebim, který se také o trůn ucházel. 

## Pozadí
Mustafa se narodil kolem roku 1409. Byl druhým synem sultána Mehmeda I. V té době bylo zvykem, aby princové byli guvernéry v provinciích a tím se připravovali na vládu. Malí princové žili s rodinou v hlavním městě. Mustafova provincie byla Hamideli (dnešní Isparta v Turecku). Nicméně po smrti jeho otce se bál o svůj život, který byl v rukou jeho bratrů a utekl do znepřáteleného státu Karamanid. V Karamanu byl odhalen osmanským pašou Şaraptarem, který pomáhal v bojích jeho bratrovi, novému sultánovi Muradovi II.

## Povstání
I po získání trůnu byl Murad ohrožen povstáními jeho strýce Mustafy Çelebiho. Poté, co Mustafu porazil, napadl Konstantinopol (dnešní Istanbul), aby Byzantská říše nadále Mustafu nepodporovala. Mustafa ale viděl tyto události jako vhodnou příležitost pro povstání. Společně s jeho podporovateli z Karamanu zabral anatolské území říše. Když viděl jeho sílu byzantský císař, rozhodl se toto povstání podpořit. I když jeho snahy byly neúspěšné, podařilo se mu získat Nikaiu, další významné anatolské město. 

## Konec povstání
Po tom, co se Murad dozvěděl o povstání, vydal se do Anatolie. Vedl tajnou korespondenci s Şaraptar İlyas, který mu podával přesné informace o Mustafově poloze a plánovaných krocích. I když se Mustafa snažil utéct, byl zatčen a popraven.